# 特拉尔
特拉尔（Tral），是印度查谟-克什米尔邦Pulwama县的一个城镇。总人口11607（2001年）。

## 人口
该地2001年总人口11607人，其中男性6141人，女性5466人；0—6岁人口853人，其中男418人，女435人；识字率58.96%，其中男性为71.18%，女性为45.23%。